# Bufexamac
Bufexamac, chimicamente acido p-butossifenil acetoidrossamico, è una molecola appartenente alla classe dei farmaci antinfiammatori non steroidei. Il farmaco è dotato di proprietà di tipo analgesico, antinfiammatorio e antipiretico. Viene utilizzato per ridurre il dolore e la flogosi nelle malattie artritiche. In Italia il farmaco è venduto dalla società Novartis Consumer Health S.p.A. con il nome commerciale di Viafen nella forma farmacologica di crema, contenente una concentrazione del 5% di principio attivo. Nella medesima forma è anche venduto dalla società Farmigea S.p.A.

## Chimica
La molecola si presenta come una polvere cristallina bianca. Praticamente insolubile in acqua, risulta invece leggermente solubile nell'acetato di etile e nell'alcool metilico, facilmente solubile nella dimetilformamide.

## Farmacodinamica
Il composto esercita la sua attività antinfiammatoria attraverso il blocco della sintesi delle prostaglandine mediato dalla inibizione della ciclossigenasi.
Non esistono tuttavia molte evidenze scientifiche sul meccanismo d'azione del farmaco.

Bufexamac agisce anche come un inibitore specifico della classe IIB (HDAC6 e HDAC10) dell'istone deacetilasi. Questi inibitori sono attualmente in fase di studio per le loro proprietà antinfiammatorie ed antitumorali.

## Farmacocinetica
Dopo somministrazione di bufexamac per via orale, alla dose di 125–500 mg, l'assorbimento da parte del tratto gastrointestinale è risultato rapido. Circa il 75% di una dose assunta viene escreta dall'organismo in forma di glucuronide.

## Usi clinici
Come farmaco è impiegato, per applicazione topica, nel trattamento di patologie cutanee da cause fisiche (ustioni, eritemi solari), eritemi da pannolino, pruriti, eczema e dermatite di varia natura. In alcuni paesi europei era stato utilizzato, associato ad altre sostanze, per controllare la sintomatologia infiammatoria che tende a svilupparsi in regione perianale nei pazienti affetti da emorroidi oppure ragadi anali. È stato utilizzato anche per via orale nel trattamento di disturbi reumatici.

## Effetti collaterali e indesiderati
Se somministrato per via orale può causare disturbi di tipo gastrointestinale: dispepsia, nausea, pirosi gastrica, diarrea. Questi disturbi sono più frequenti e marcati in pazienti con anamnesi di ulcera peptica. 
Quando viene applicato sulla cute può provocare irritazione locale che si accompagna ad una sensazione di dolore e bruciore localizzato. In alcuni pazienti sono stati riportati casi di follicolite e piodermite, in particolare in seguito a bendaggio occlusivo. Bufexamac può causare eczemi e dermatite da contatto, talvolta anche estremamente severa.
Sfortunatamente spesso il paziente prosegue nel trattamento attribuendo la sintomatologia alla malattia di base, per la quale utilizza il preparato a base di bufexamac. Ciò comporta un inevitabile ritardo diagnostico e causa il differimento di un trattamento adeguato.
Il 27 luglio 2010, la Commissione europea ha chiesto agli stati membri di ritirare tutte le autorizzazioni all'immissione in commercio dei medicinali contenenti bufexamac.
Il comitato per i medicinali per uso umano (CHMP) dell'Agenzia europea dei medicinali (EMA), dietro stimolo dell'agenzia del farmaco tedesca, ha infatti concluso che i benefici dei farmaci contenenti bufexamac non sono superiori ai loro rischi.

Secondo EMA il rischio di sviluppare una reazione allergica da contatto con bufexamac è estremamente elevato ed inoltre il composto sembra comportarsi come un “sensibilizzatore” ovvero, in caso di esposizioni ripetute, sembra facilitare il verificarsi di reazioni più gravi.

## Controindicazioni
Il farmaco non deve essere utilizzato nei soggetti con ipersensibilità nota al principio attivo oppure ad uno qualsiasi degli eccipienti contenuti nella formulazione farmacologica.

## Dosi terapeutiche
Per via orale il composto è stato somministrato a dosaggi di 0,75—1,5 g/die.
Viene applicato sulla cute come crema al 5%, due o tre volte al giorno. In pazienti affetti da disturbi di tipo traumatico o reumatico, la penetrazione di bufexamac può essere favorita con la ionoforesi, per mezzo di un apparecchio a ultrasuoni o col massaggio.